# Trieste-bugten
Triestebugten (italiensk: Golfo di Trieste, slovensk: Tržaški zaliv, kroatisk: Tršćanski zaljev, tysk: Golf von Triest) er en meget lavvandet bugt ved  den yderste nordlige del af Adriaterhavet. Det er en del af Venedigbugten og deles af Italien, Slovenien og Kroatien. Den er lukket mod syd af halvøen Istrien, der er den største halvø i Adriaterhavet, delt mellem Kroatien og Slovenien. Hele det slovenske hav er en del af Triestebugten.

## Oversigt
Golfen er begrænset af en imaginær linje, der forbinder Punta Tagliamento på den italienske og Savudrija (Punta Salvore) på den kroatiske kyst. Dens areal er cirka 550 km2, dens gennemsnitlige dybde er 18,7 meter, og dens maksimale dybde er 37 meter. Med undtagelse af flade holme, der blokerer indgangen til Marano-Grado lagunen, er der ingen øer i bugten. Dens østlige kyster, med Trieste og den slovenske Littoral, har en mere rå overflade.
Havstrømmen i bugten flyder mod uret. Dens gennemsnitlige hastighed er 0,8 knob. Tidevandet i bugten er blandt de største i Adriaterhavet, men overstiger ikke desto mindre normalt ikke 60 cm. Den gennemsnitlige saltholdighed er 37–38 ‰, men om sommeren falder den til under 35 ‰.
Dens mest fremtrædende steder er:
- Panzano-bugten i Italien
- Muggia-bugten i Italien
- Grignano-bugten i Italien
- Koperbugten i Slovenien
- Piran-bugten, hvis suverænitet har været et omdiskuteret mellem Kroatien og Slovenien siden 1991.

Hele den slovenske kyststrækning ligger ved Triestebugten. Dens længde er 46,6 km. Byer langs kysten omfatter (fra øst til vest) Koper, Izola og Piran.